# 慶州冰氏
慶州冰氏（キョンジュビンし、けいしゅうひょうし、朝: 경주 빙씨）は、朝鮮の氏族の一つ。本貫は慶尚北道慶州市である。2015年の韓国の統計庁による調査では、738人である。
『朝鮮氏族統譜』によれば、中国から入ってきた姓氏で、全南谷城地方に多く暮らすというが、『増補文献備考』や『陶谷叢説』にも見えないものが、1930年国勢調査で初めて現れた。

## 始祖
始祖は、中国明出身の冰如鏡である。冰如鏡は明の文科に及第、文淵学士と礼部侍郎を歴任した。その後、内閣翰林を務めていた時に李氏朝鮮へ使臣として渡り、そのまま帰化した。世祖は冰如鏡を国賓として礼遇し、慶州府院君に封じて、吏曹参議と同副承旨の官職を下賜した。冰如鏡が慶州府院君に封ぜられたことを以て、後孫たちが本貫を慶州とした

### 慶州「氷」氏
2000年に、韓国の統計庁が行った人口住宅総調査に伴う「姓氏および本貫集計」結果によって、本貫を慶州とする氷氏「慶州氷氏」が1世帯1名発見された。しかしながら、日本では「氷」が公的な字体として指定されているので、冰が異体字として扱われるが、中国・台湾などの中華圏では、「冰」が公的な字体で、氷はその略字であり、異体字ということになる上、韓国では、いずれかを公用字体と指定しておらず、互いに通用していることで略体の「氷」を使ったにすぎず、それを混乱して別の姓氏と勘違いして集計したものであって、本来、「冰氏」および「慶州冰氏」に集計しても構わなかった物であろう。
2015年の韓国の統計庁による調査では「氷」に統一され、「慶州氷氏」は738人である。